# Прохоренко, Константин Павлович
Константин Павлович Прохоренко (18 июня 1899, Красный, Краснинский уезд, Смоленская губерния, Российская империя — 4 октября 1944) — советский деятель органов государственной безопасности, начальник УНКВД по Киргизской АССР (1934). Генерал-майор.

## Биография
Родился в семье крестьянина-батрака (по другим данным – в семье рабочего машиностроительного завода). Член РКП(б) с февраля 1922 г. (в ноябре 1919 – феврале 1920 гг. состоял в РКП(б), но выбыл механически, в связи с потерей партбилета на фронте). 
В 1918 г. окончил гимназию в г. Смоленске и два курса Минского коммунистического университета. 
С октября 1918 г. на службе в РККА: делопроизводитель Краснинского уездного военкомата, с 1919 г. - красноармеец 1-го отдельного батальона и 42-го пехотного полка (13-я армия Южного фронта). В 1919 – 1920 гг. красноармеец и помощник отделенного командира 8-го, 9-го пехотного батальона и 1-го армейского отдельного батальона 13-й армии Южного фронта, затем делопроизводитель отделения военной цензуры РВС Республики. В 1920 – 1921 гг. помощник начальника отделения военной цензуры РВС Республики и помощник начальника Западного окружного отделения военной цензуры Полевого штаба РВС Республики. 
С марта 1921 г. в органах госбезопасности Смоленской губернии: 
- 1921 г. — помощник начальника отделения военной цензуры Смоленской губернской ЧК, первый помощник начальника Информационно-осведомительного отделения Смоленской губернской ЧК,
- ноябрь — декабрь 1921 г. начальник информационного отделения Смоленской губернской ЧК, затем начальник цензурного отделения Смоленской губернской ЧК,
- март-сентябрь 1922 г. — начальник цензурного отделения Смоленского губотдела ГПУ,
- сентябрь — октябрь 1922 г. уполномоченный (по кооперации) Смоленского губотдела ГПУ, затем врид. начальника и начальник СО Смоленского губотдела ГПУ.

С 1923 г. работал в Западном крае и Белоруссии:
- 1923—1924 гг. — уполномоченный СО ПП ОГПУ по Западному краю,
- март-октябрь 1924 г. — врид. начальника ОО ОГПУ Белорусского ВО,
- 1924—1926 гг. — начальник СОЧ, заместитель начальника и врид. начальника Витебского окротдела ГПУ, затем начальник Калининского окротдела ГПУ (Белоруссия),
- 1927—1928 гг. — начальник 1-го отделения КРО ПП ОГПУ по Белорусскому ВО,
- 1928—1930 гг. — второй помощник начальника КРО ПП ОГПУ по Белорусскому ВО,
- 1930—1931 гг. — начальник ПРО ПП ОГПУ по Белорусскому ВО, затем начальник Гомельского оперсектора ГПУ.

С июля 1931 г. состоял в распоряжении ПП ОГПУ по Уралу, с сентября 1931 г. — начальник СПО ПП ОГПУ по Уралу. 
В январе-октябре 1933 г. — начальник Пермского окротдела ОГПУ и начальник ОО ОГПУ 82-й стрелковой дивизии. 
Затем находился на работе в органах государственной безопасности в Средней Азии. 
В октябре 1933 г. был назначен на должность председателя ГПУ Таджикской ССР, в декабре 1933 г. приказ об этом назначении отменен, откомандирован в распоряжение ПП ОГПУ по Средней Азии. 
- 1933 г. — председатель ГПУ Киргизской АССР,
- июль-ноябрь 1934 г. — начальник УНКВД по Киргизской АССР, затем состоял в распоряжении НКВД СССР,
- 1935 г. — заместитель наркома внутренних дел Туркменской ССР.

С июля 1935 г. состоял в распоряжении НКВД СССР, с августа 1935 г. - начальник ОО УГБ УНКВД (до апреля 1936 г.) и одновременно помощник начальника УНКВД по Курской области. В 1937–1939 гг. - начальник ДТО ГУГБ НКВД железной дороги им. В. В. Куйбышева. С мая 1939 г. состоял в распоряжении ОК НКВД СССР, с августа 1939 г. - заместитель начальника Главной лесной конторы Волгостроя НКВД СССР. 
С началом Великой Отечественной войны работал в системе Смерша. В 1941–1943 гг. - начальник 5-го отдела Управления Особых отделов НКВД СССР, затем помощник начальника ГУКР «Смерш» НКО СССР (по Воронежскому фронту). 
Похоронен на Новодевичьем кладбище. 
Капитан ГБ (1936), майор ГБ (1937), полковник ГБ (1943), генерал-майор (1943).

## Награды и звания
Орден Отечественной войны 1-й степени (1944) и медаль «XX лет РККА» (1938), знак «Почетный работник ВЧК – ГПУ» (1932).